# Wasserwerk Halingen
Das Wasserwerk Halingen ist ein Wasserwerk an der Ruhr im Ortsteil Halingen, Menden. Es wird von den Wasserwerken Westfalen betrieben.
Das Werk besteht seit 1888. Seit 1908 arbeitet es mit dem Verfahren der Grundwasseranreicherung.
Das Wassergewinnungsgelände ist 80 Hektar groß, erstreckt sich über eine Länge von 2,5 km und ist zweigeteilt auf der linken Ruhrseite in Halingen und der rechten Ruhrseite in Fröndenberg. Es hat eine Tageskapazität von 100.000 m3 und eine Jahreskapazität von 27 Millionen m3 Trinkwasser. Es versorgt in Teilen Ascheberg, Balve, Bergkamen, Bönen, Dortmund, Drensteinfurt, Fröndenberg, Hamm, Hemer, Kamen, Lünen, Menden, Nordkirchen, Selm, Sendenhorst, Unna und Werne mit Trinkwasser. 